# Ferrovia Mantova-Peschiera
La ferrovia Mantova-Peschiera era una linea in concessione che collegava la città lombarda di Mantova alla cittadina veronese di Peschiera del Garda fra il 1934 e il 1967 percorrendo la valle del Mincio.

## Storia
Il primo progetto per la realizzazione della linea risale al 1878 ad opera del colonnello del Genio Giuseppe Benati che propose una relazione fra Roverbella e Peschiera; diversi furono i tentativi di trovare finanziatori disposti ad assumere la gestione della linea. Solo nel 1911 alcuni imprenditori francesi guidati da un ingegnere di Lilla, Lucien Beau, trovarono un accordo con l'amministrazione provinciale mantovana per la costruzione della linea.
Dopo che nel 1912 le province di Mantova e Verona e i comuni interessati avevano deliberato di versare un contributo a fondo perduto per complessive 622 200 lire, venne costituita la Società Anonima Ferrovia Mantova-Peschiera con capitali francesi e italiani, che con atto del 7 gennaio 1913 ottenne la concessione ministeriale per la costruzione della linea, ratificato con regio decreto del successivo 13 febbraio che ne stabiliva la durata in 70 anni, ridotti a 50 il successivo 24 maggio. I lavori iniziarono nel 1914, ma vennero presto interrotti a causa dello scoppio della prima guerra mondiale che costrinse gli ingegneri francesi a rientrare nel loro paese per andare al fronte.

### Costruzione e avvio

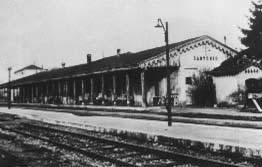
Stazione di Sant'Antonio

Dopo il conflitto la società anonima fu liquidata dalle amministrazioni provinciali di Mantova e Verona. Esse si erano poste l'obiettivo di costruire e gestire la linea senza l'intervento di capitali privati, sperando anche in un sostegno del governo; il 21 settembre 1921 fu all'uopo costituito il Consorzio interprovinciale per la Ferrovia Mantova-Peschiera, il cui statuto fu approvato con regio decreto del 29 gennaio 1922, che modificò il progetto originale, eliminando i ponti sul fiume Mincio, e che riprese i lavori.
Nel 1927 la linea era terminata, ma non entrò in esercizio per la richiesta di un pagamento di un canone che le Ferrovie dello Stato pretendevano per l'utilizzo del tratto Mantova-Sant'Antonio Mantovano, in comune con la linea statale Mantova-Verona. La linea venne comunque utilizzata per il trasporto merci, con materiale prestato da altre amministrazioni. Il Ministero dei trasporti risolse la disputa solo nel 1932, concedendo un sussidio cinquantennale.
Nell'aprile di quell'anno il Consorzio affidò in subconcessione la linea alla Società Anonima Esercizi Riuniti (SAER) che acquistò il materiale rotabile dalla Breda e dalle FS. L'inaugurazione ufficiale avvenne il 13 maggio 1934.
Fin dall'inizio, la linea fu molto frequentata data l'importanza dei collegamenti, in particolare con l'asse nevralgico Milano-Venezia. In seguito l'offerta fu ampliata con la possibilità di usufruire, con biglietto cumulativo, dei servizi di navigazione del lago di Garda: i battelli della società di navigazione erano in coincidenza coi treni direttamente sulla banchina della fermata terminale della ferrovia nei pressi della riva del Lago di Garda e che era denominata Peschiera Darsena.

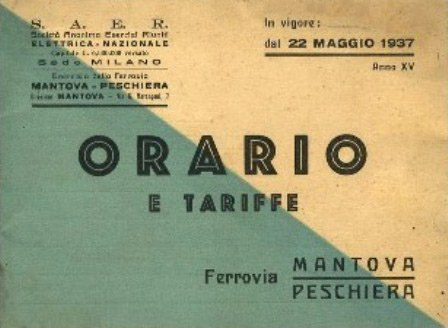
Copertina dell'orario SAER del 1937

Successivamente vennero istituite corse dirette su Brescia, con fermate a San Martino della Battaglia, Lonato e Desenzano del Garda, portando ulteriore aumento dei passeggeri ed estendendo a diciannove le corse giornaliere della ferrovia. A queste si aggiunsero le corse merci che rivestirono notevole importanza per lo sviluppo dell'economia locale. Importante fu anche il servizio di trasporto materiali svolto per conto del Genio Militare, i cui depositi confinavano con la linea ed erano ad essa raccordati a Monzambano, a Salionze e a Peschiera, in località Campagnola. Tali trasporti raggiunsero il culmine nel periodo della seconda guerra mondiale.
Presso la stazione di Monzambano si attestava anche una ferrovia Decauville con trazione elettrica ad accumulatori che faceva la spola col monte Vento e Mamaor, dove erano custoditi materiali, esplosivi e proiettili di artiglieria. Per tale motivo la linea fu pesantemente bombardata dagli alleati, subendo gravi danni.
La SAER riparò la linea in maniera poco efficace e non fece alcuna domanda di risarcimento dei danni di guerra. Il 31 agosto 1947 assunse la decisione di non far più partire alcun treno. La prefettura mantovana dovette intervenire assumendo la gestione diretta in nome del Consorzio interprovinciale fino a che la linea non fu riattivata completamente. La gestione straordinaria del periodo fu in mano all'avvocato Carlo Bertazzoni, a quel tempo Presidente della Provincia di Mantova, che si preoccupò di ripristinare il materiale rotabile e di riparare la linea.

### La gestione diretta del Consorzio
Il 14 febbraio 1948 il Consorzio Interprovinciale riassunse la gestione diretta della linea ferroviaria. Venne rinnovato il materiale rotabile in particolare con l'adozione di automotrici ALn 56/ALg 56 dell'Ansaldo, cedute dalle FS in cattivo stato e rimotorizzate con motori diesel della General Motors 6/71. Le unità divennero note come Frecce dei due Laghi e furono impiegate anche in corse speciali rivolte ai dipendenti della società ferroviaria e ai loro famigliari e anche per gite internazionali.
Dal 31 marzo 1957, grazie a un accordo con le Ferrovie dello Stato, ai convogli della Mantova-Peschiera fu consentito di percorrere la tratta Peschiera-Brescia, collegando con un servizio ferroviario diretto le due città lombarde.

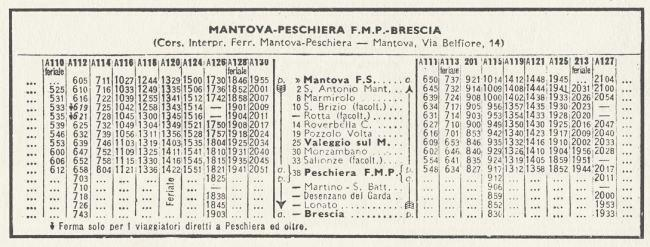
Orario degli anni cinquanta, con le due coppie da/per Brescia

Il 7 luglio dello stesso anno, in località Prevaldesca/Massimbona fra Pozzolo e Valeggio, avvenne l'unico incidente che mise in luce le carenze infrastrutturali della linea, priva di adeguati apparati di sicurezza e di segnalazione: si scontrarono frontalmente due convogli, causando la morte di un macchinista. Nel 1961 alla direzione del Consorzio passò l'ingegner Licinio Bonàt, che prese in carico un progetto d'ammodernamento della linea.
Nel 1963 la gestione della linea passò all'Azienda Interprovinciale Autoservizi di Mantova (APAM) che interruppe nell'estate di quell'anno i collegamenti diretti con la darsena di Peschiera e la navigazione lacuale del Garda. Il Ministero dei trasporti, con decreto 23 agosto 1966, n. 2974, decise di sostituire la linea con un autoservizio per evitare gli investimenti necessari ad ammodernarla e metterla in sicurezza, nonostante la stazione di Sant'Antonio Mantovano fosse stata dotata di apparato centrale elettrico per far fronte al traffico che la interessava quale località di diramazione. I treni, sia passeggeri che merci, percorsero per l'ultima volta la linea il 30 aprile 1967. 
In contrasto con le disposizioni dettate nella relazione sulla chiusura, che prevedeva il mantenimento del tracciato e delle infrastrutture, nell'inverno 1970-71 la linea fu smantellata tra Peschiera e Marmirolo. Il tronco Sant'Antonio-Marmirolo fu mantenuto attivo fino al 2005 in regime di raccordo merci per consentire il collegamento con le officine CIMA, successivamente Leon d'Oro. 
Nonostante diverse proposte presentate alle istituzioni locali, le richieste di riattivazione della linea non ebbero seguito.

### Recupero e riconversione di parti del tracciato in pista ciclabile
Il 6 maggio 2000 si inaugurò la pista ciclabile, parte della Pista ciclabile del Mincio, che impiega il sedime della soppressa ferrovia per un tratto di circa 1 km nei pressi di Borghetto. 
Il 1º giugno 2018 fu inaugurato un nuovo tratto di ciclabile che ricalca il tracciato originario presso la fermata di Salionze. Il 10 maggio dell'anno seguente fu presentato il progetto di recupero a fini turistico-commerciali delle strutture della stessa fermata che, il 29 settembre 2020 fu riaperta come bike station con servizi per l'ospitalità.

## Caratteristiche
La ferrovia era a binario singolo a scartamento ordinario di 1435 mm. Era armata con rotaie Vignoles da 30 kg/m ex RM con campate di lunghezza pari a 12 metri in linea, che scendevano a 9 m presso le stazioni e gli incroci. Nei raccordi erano state anche reimpiegate le rotaie da 22 kg/m, sia di tipo Vignoles sia di tipo Phoenix, provenienti dalla rete tranviaria provinciale mantovana, dismessa a metà degli anni Trenta. Le Phoenix, in particolare, erano usate negli attraversamenti stradali e nei piazzali di smistamento, come per esempio nel raccordo coi magazzini di frutta, presso lo scalo di Roverbella.
La circolazione sulla linea era regolata dal Dirigente Unico ubicato nel fabbricato adiacente alle officine sociali, di fronte alla stazione di Sant'Antonio Mantovano. Le direttive del dirigente unico avvenivano via telefono interno e ogni stazione, priva di Dirigenti Movimento era presenziata da semplici assuntori. Le partenze e gli incroci erano gestiti dai capitreno, così come i deviatoi a mano con serrature di sicurezza.
L'intero percorso era privo di apparati di sicurezza quali segnali di partenza e di protezione nei pressi delle stazioni, blocchi in linea (o controlli automatizzati) alla circolazione e di semaforizzazione dei passaggi a livello, che erano i tipici cancelli ferroviari, azionati manualmente dai casellanti.

### Percorso
| Pier | Unknown route-map component "exKBHFa" |  |  |  |

| Unknown route-map component "CONTgq" | Unknown route-map component "xKRZu" | Transverse track | Unknown route-map component "STR+r" |  |

| Unknown route-map component "exSTR" | Unknown route-map component "exKBHFa" | Station on track |

| Unknown route-map component "exSTR" | Unknown route-map component "exKRWg+l" | Unknown route-map component "eKRWgr" |

|  | Unknown route-map component "exSTR" | Unknown route-map component "exSTR" | One way leftward | Unknown route-map component "CONTfq" |

| Unknown route-map component "exSTRl" | Unknown route-map component "exABZgr+r" |  |

| Unknown route-map component "exSKRZ-Mu" |

| Unknown route-map component "exHST" |

| Unknown route-map component "exSTR+GRZq" |

| Unknown route-map component "exBHF" |

| Unknown route-map component "exSTR+GRZq" |

| Unknown route-map component "exBHF" |

| Unknown route-map component "exSTR+GRZq" |

| Unknown route-map component "exHST" |

| Unknown route-map component "exBHF" |

| Unknown route-map component "exHST" |

| Unknown route-map component "exHST" |

| Unknown route-map component "exBHF" |

|  | Unknown route-map component "xABZg+l" | Unknown route-map component "CONTfq" |

| Station on track |

| Unknown route-map component "hKRZWae" |

| Station on track |

| Unknown route-map component "CONTgq" | Unknown route-map component "ABZglr" | Unknown route-map component "CONTfq" |

| Continuation forward |

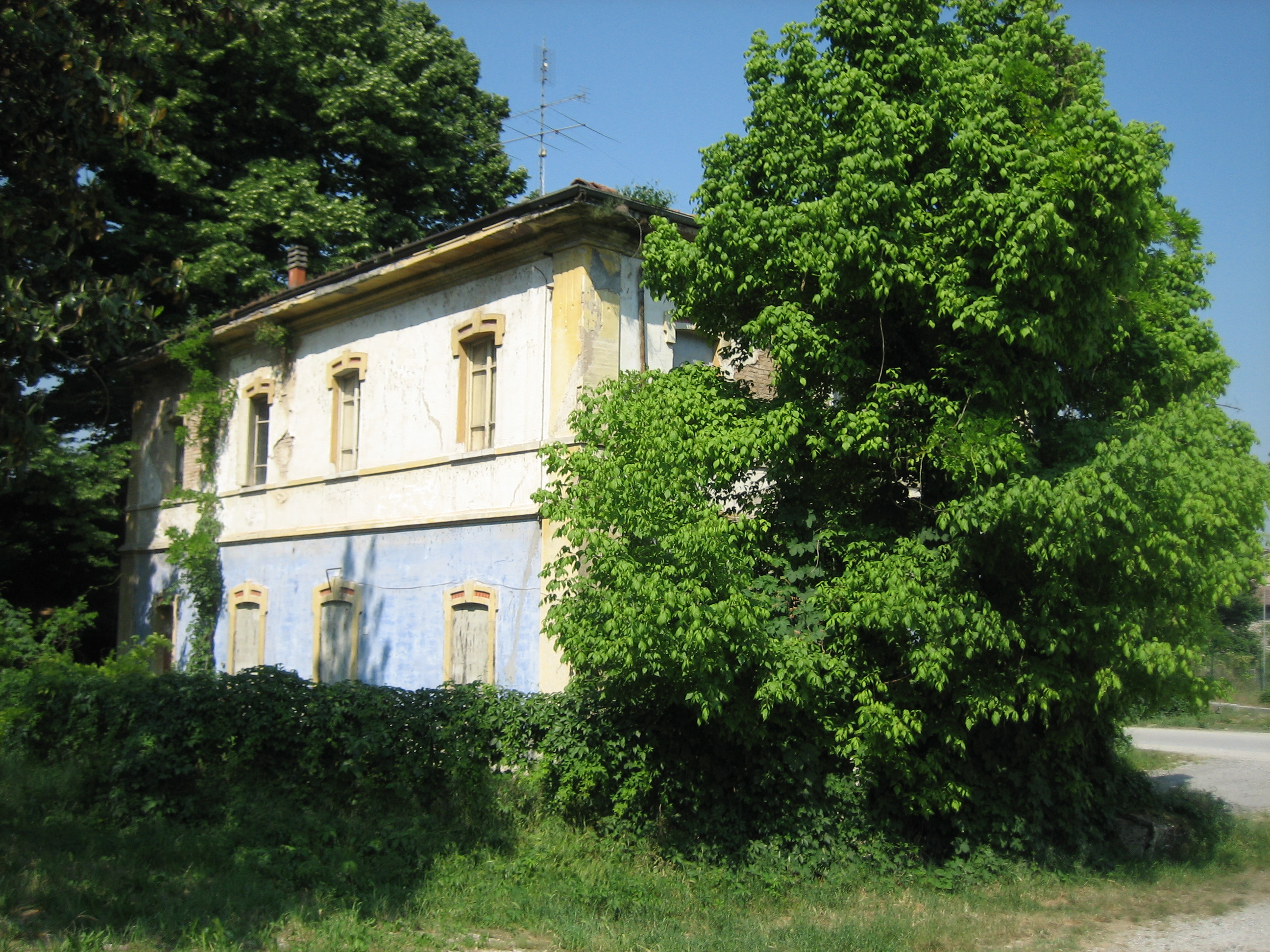
L'ex fabbricato viaggiatori di Valeggio sul Mincio nel 2011

I convogli del servizio passeggeri della linea partivano solitamente dal piazzale est della stazione di Mantova (a volte anche dal 1º binario) e percorrevano il tratto della linea FS Verona-Mantova fino alla stazione di Sant'Antonio Mantovano, dove cominciava il tratto in sede propria e dove erano site anche le officine sociali, il deposito e la sede del Dirigente Unico; il caratteristico fabbricato che ospitava le officine fu demolito settembre 1991.

Dal piazzale di Sant'Antonio, la linea ferroviaria si staccava da quella per Verona, dirigendosi verso nord-ovest in direzione Marmirolo, ove si trovava l'omonima stazione che generava traffico merci correlato alle locali ferriere e a un'officina per la costruzione di carri ferroviari. La linea quindi proseguiva a nord verso Roverbella e lungo il percorso affiancava le frazioni del Comune di Marmirolo: San Brizio e Rotta, servite da due fermate facoltative. Roverbella Centro aveva tale denominazione per distinguerla dalla stazione di Roverbella F.S., ubicata lungo la linea statale Verona-Mantova e distante diversi chilometri dal centro abitato. Da Roverbella Centro, dotata di un raccordo coi Magazzini ortofrutticoli, la ferrovia si dirigeva verso nord-ovest e, passata la casa cantoniera n. 5 posta alla progressiva chilometrica 13+932, percorreva un rilevato, ora demolito, lungo circa un chilometro. La linea arrivava quindi alla frazione marmirolese di Pozzolo, la quale era servita dalla stazione di Pozzolo-Volta. Dopo circa due chilometri in direzione nord, la linea, scendendo di quota, affiancava definitivamente il corso sinistro del Mincio da cui non si sarebbe più distaccata fino all'entrata di Peschiera del Garda. Nei pressi della frazione Borghetto, si trovava la stazione di Valeggio sul Mincio, dotata di un magazzino merci e di binari di raccordo. Il magazzino e il fabbricato viaggiatori sono ancora esistenti e nelle vicinanze è presente anche il casello ferroviario del vicino passaggio a livello, anch'esso verniciato coi colori sociali.

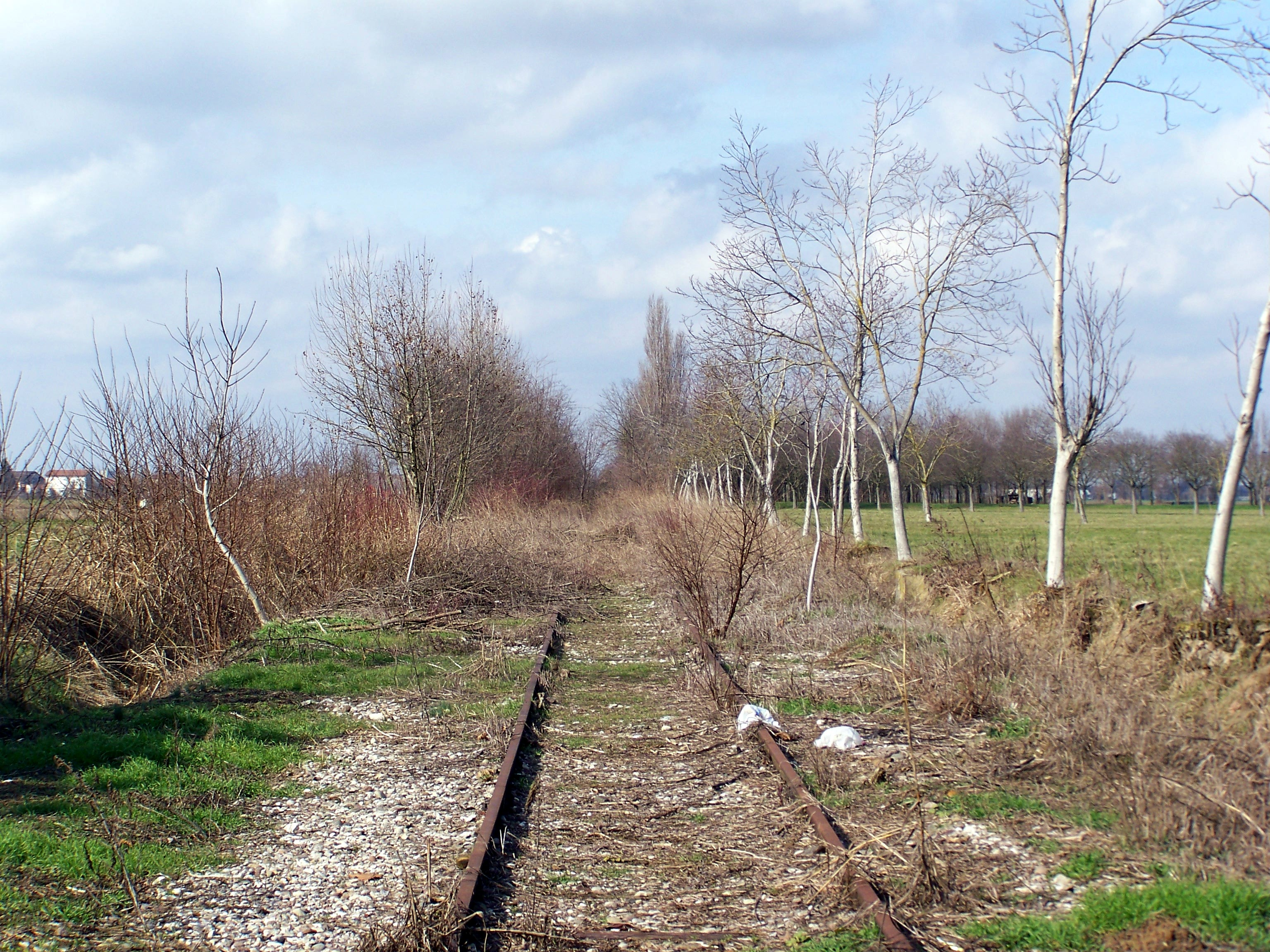
Vestigia del binario nel 2010

Dopo la stazione di Valeggio, la ferrovia, sottopassando il Ponte visconteo, proseguiva il suo percorso sempre affiancata dal Mincio, fino a Monzambano. L'omonima stazione, il cui fabbricato è stato abbattuto negli anni Ottanta, si trovava nei pressi della curva stradale che immette sul ponte che attraversa il fiume per giungere in paese. La ferrovia, invece, proseguiva diritta affiancando il fiume, rientrando in territorio veneto, per giungere dopo circa tre chilometri e mezzo alla fermata di Salionze. In località Campagnola, la linea affiancava capannoni militari e costruzioni del genio, a cui era raccordata con uno scambio in linea, quindi si dirigeva verso Peschiera, allontanandosi dal fiume Mincio per aggirare il forte Mandella.
Prima dell'entrata in Peschiera, all'altezza della casa cantoniera n. 9, posta presso la chilometrica 32+612 e abbattuta anni fa durante i lavori di ampliamento dell'autostrada A4, la linea si dipartiva in due tronchi connessi fra loro da un raccordo a triangolo.
Il primo tracciato saliva di quota e, con una larga curva verso nord-est, si dirigeva alla stazione di testa di Peschiera FMP, sita all'altezza del piazzale di quella di Peschiera del Garda delle Ferrovie dello Stato. I piazzali dei due impianti erano collegati da un raccordo, onde consentire le corse dirette su Brescia, evitando inversioni.
Il secondo percorso proseguiva invece verso nord, sottopassando la ferrovia Milano-Venezia, giungendo nei pressi dell'area della darsena di Peschiera, dove si trovava la fermata di Peschiera Darsena. Quest'impianto era dotato di due binari e permetteva ai passeggeri di avere diretta coincidenza con le linee dei battelli che solcavano il lago di Garda.
La linea proseguiva ancora per qualche centinaio di metri, per giungere infine all'area portuale di carico e scarico delle merci, la quale era servita da tre binari di smistamento.

## Materiale rotabile
All'apertura della linea, avvenuta nel 1934, la società concessionaria disponeva di quattro locomotive ex gruppo 870 FS numerate FMP 001-004. Il materiale rimorchiato era composto da tre carrozze a carrelli miste di prima e terza classe, classificate ACz (poi ABz) 1-3, e nove carrozze a due assi di terza classe, le C (poi B) 51-59, tutte realizzate dalla Breda nel 1933, nonché trenta carri merci di cui dieci chiusi, dieci aperti a sponde alte e dieci aperti a sponde basse.
Nel dopoguerra la dotazione del parco, nel quale la trazione a vapore era ormai pressoché sostituita da quella termica (sopravviveva la sola 870 004, demolita di lì a poco), risultava profondamente mutata poiché i servizi passeggeri vennero affidati ad un eterogeneo parco di automotrici e rimorchiate.
Tre automotrici, di costruzione Ansaldo, risultavano dalla ricostruzione delle unità provenienti dalle FS: oltre alle tre automotrici ALn 56.4000 (l'unità 4001 il 27 giugno 1952, la 4002 il 9 aprile 1949 e la 4003 il 2 luglio 1948), nel 1948 erano state acquistati anche i relitti delle automotrici ALg 56.401 e 402 a gassogeno. Le Officine Marconi di Curtatone ne ricavarono due automotrici che la FMP inserì nel proprio parco immatricolandole FMP ALn 64-401 (poi ALn 68-401) e ALn 64-402; una terza unità, classificata ALn 72-403, fu consegnata dalle Officina Meccanica della Stanga di Padova. In seguito alla chiusura della linea, dopo alcuni anni d'abbandono all'aperto sulla piazza di Curtatone, le stesse furono vendute alla Società Veneta, che le utilizzò come rimorchiate sottoponendole nel tempo a diverse modifiche.
Oltre ad esse prestava servizio l'Automotrice ALn 60-405 di costruzione Fiat, ricavata dalla ALn 56.02 della Tranvia Bologna-Pieve di Cento/Malalbergo che alla chiusura di quest'ultima fu acquistata insieme all'analogo esemplare 04 utilizzato per prelevare i necessari ricambi. Alla chiusura della Mantova-Peschiera la stessa passò alla Ferrovia Trento-Malé che, previa modifica dello scartamento, la reimpiegò come rimorchiata; la sua demolizione risale al 2006.
Un altro rotabile peculiare era rappresentato dalla rimorchiata Ln 88-404, che era stata costruita dalla Romaro di Padova per conto della ferrovia Padova-Piazzola-Carmignano di cui si era nel frattempo decisa la chiusura sulla base di un'ALn 556 FS; anche tale esemplare fu in seguito ceduto alla Ferrovia Trento-Malé. Sopravvivevano inoltre una vettura a carrelli e due vetture a due assi Breda della dotazione originaria.
Per il traino dei treni merci venne fatta realizzare alle stesse Officine marconi una locomotiva Diesel su progetto dello stesso Consorzio, numerata L 11; una seconda unità, numerata L 12 profondamente difforme dall'altra (simile come linea al locomotore E.424, con casse articolate poggianti su due carrelli motori - gli stessi delle automotrici - con passo accorciato) fu costruita direttamente presso le officine sociali; alla chiusura della linea il primo (L 11) venne acquistato dalla concessionaria della ferrovia Casalecchio-Vignola che lo riclassificò APT L 25, mentre il secondo (L 12) fu ceduto ad un'impresa lavori pugliese di Giovinazzo.
Nel 1955, la Società Italiana Ferrovie e Tramvie (SIFT) rilevò dalla FMP due carrozze a carrelli di prima e terza classe che erano state costruite come veicoli predisposti alla trasformazione in elettromotrici, trasformandole in rimorchiate pilota per l'esercizio sulla ferrovia Piacenza-Bettola.

### Materiale rotabile - prospetto di sintesi
| Tipo                | Unità             | Anno di acquisizione | Costruttore              | Note                                              |
| ------------------- | ----------------- | -------------------- | ------------------------ | ------------------------------------------------- |
| Locomotive a vapore | 001-004           | 1934                 | vari                     | ex FS 870 114-115, 154, 156                       |
| Automotrici         | ALn 64-401 e -402 | 1948/49              | Ansaldo/Officine Marconi | ex FS ALn 56 / ALg 56, la prima rinumerata 68-401 |
| Automotrice         | ALn 72-403        | 1956/57              | Ansaldo/OMS              | ex FS ALn 56 / ALg 56                             |
| Automotrice         | ALn 60-405        | 1960                 | Fiat                     | ex TBPM ALn 56.02, ceduta alla FTM                |
| Locomotiva          | D.11              | 1952                 | Officine Marconi         | Ceduta a un'impresa lavori                        |
| Locomotiva          | D.12              | 1954/57              | FMP                      | Ceduta alla Provincia di Bologna                  |